# Giải Rosenstiel
Giải Rosenstiel cho công trình xuất sắc trong nghiên cứu y khoa cơ bản, được Lewis Solon Rosenstiel (1891 - 1975) thành lập năm 1971. Giải này dành cho các nhà khoa học có những khám phá mới "đặc biệt độc đáo" và "quan trọng cho nghiên cứu y học cơ bản".
Giải thưởng gồm một huy chương và số tiền 30.000$, được trao hàng năm tại Đại học Brandeis (tại Waltham, Massachusetts (Hoa Kỳ) dựa trên cơ sở kiến nghị của một hội đồng các nhà khoa học do Trung tâm nghiên cứu Y học cơ bản Rosenstiel tuyển chọn.
Trong số 83 người đoạt giải này, đã có 21 người đoạt tiếp Giải Nobel Sinh lý và Y khoa và 8 người đoạt Giải Nobel hóa học (tính đến 2011). 

## Các người đoạt giải
Nguồn: Rosenstiel Basic Medical Sciences Research Center
- 2014 Frederick Alt
- 2013 Winfried Denk; David Tank; Watt W. Webb
- 2012 Stephen J. Elledge
- 2011 C. David Allis, Michael Grunstein[1]
- 2010 Jules Hoffman, Ruslan Medzhitov
- 2009 John Gurdon, Irving Weissman, Yamanaka Shin'ya
- 2008 Franz-Ulrich Hartl, Arthur L. Horwich
- 2007 Mary Lyon, Davor Solter, Azim Surani
- 2006 Martin Chalfie (Giải Nobel Hóa học 2008), Roger Y. Tsien (Giải Nobel Hóa học 2008)
- 2005 Andrew Z. Fire (Giải Nobel Y học 2006), Craig C. Mello (Giải Nobel Y học 2006), Victor Ambros, Gary Ruvkun
- 2004 Masakazu Konishi, Peter R. Marler, Fernando Nottebohm
- 2003 Ira Herskowitz
- 2002 Joan A. Steitz
- 2001 Peter B. Moore, Harry F. Noller Jr., Thomas A. Steitz (Giải Nobel Hóa học 2009)
- 2000 Roderick MacKinnon (Giải Nobel Hóa học 2003)
- 1999 Elizabeth Blackburn (Giải Nobel Y học 2009), Carol Greider (Giải Nobel Y học 2009)
- 1998 H. Robert Horvitz (Giải Nobel Y học 2002), John E. Sulston (Giải Nobel Y học 2002)
- 1997 Richard Axel (Giải Nobel Y học 2004), Linda B. Buck (Giải Nobel Y học 2004), A. James Hudspeth
- 1996 Thomas D. Pollard, James A. Spudich
- 1995 Robert Roeder, Robert Tjian
- 1994 James E. Rothman, Randy Schekman
- 1993 Paul Nurse (Giải Nobel Y học 2001), Leland H. Hartwell (Giải Nobel Y học 2001)
- 1992 David Botstein, Raymond L. White, Ronald W. Davis
- 1991 Richard Henderson, Peter Nigel Tripp Unwin
- 1990 Christiane Nüsslein-Volhard (Giải Nobel Y học 1995), Edward B. Lewis (Giải Nobel Y học 1995)
- 1989 Sidney Altman (Giải Nobel Hóa học 1989), Thomas Cech (Giải Nobel Hóa học 1989)
- 1988 Shinya Inoué
- 1987 Harland G. Wood
- 1986 Seymour Benzer, Sydney Brenner (Giải Nobel Y học 2002)
- 1985 Donald D. Brown, Robert L. Letsinger
- 1984 Eric R. Kandel (Giải Nobel Y học 2000), Daniel E. Koshland
- 1983 Keith R. Porter, Alexander Rich
- 1982 Stanley Cohen (Giải Nobel Y học 1986), Rita Levi-Montalcini (Giải Nobel Y học 1986), Gordon H. Sato
- 1981 Elias J. Corey (Giải Nobel Hóa học 1990), Bengt I. Samuelsson (Giải Nobel Y học 1982), Frank H. Westheimer
- 1980 Howard Green, Beatrice Mintz
- 1979 César Milstein (Giải Nobel Y học 1984)
- 1978 Barbara McClintock (Giải Nobel Y học 1983)
- 1977 Peter D. Mitchell (Giải Nobel Hóa học 1978)
- 1976 Bruce Ames, James A. Miller, Elizabeth C. Miller
- 1975 Arthur B. Pardee, H. Edwin Umbarger
- 1974 H. Ronald Kaback, Saul Roseman
- 1973 Boris Ephrussi
- 1972 David H. Hubel (Giải Nobel Y học 1981), Torsten N. Wiesel (Giải Nobel Y học 1981)